# Jan VI. z Valdštejna
Jan VI., zvaný Holý byl 16. olomoucký biskup. Pocházel z rodu Valdštejnů. Na biskupský stolec dosedl v roce 1302, vysvěcen byl 10. února 1303. Jako biskup nezasahoval do veřejných záležitostí a nebyl ani dobrým hospodářem, protože olomoucké biskupství začalo mít finanční těžkosti. Za jeho episkopátu byl v domě kapitulního děkana zavražděn český král Václav III. Biskup Jan zemřel v noci z 4. na 5. října 1311.